# Штаэль, Райнер
Райнер Штаэль (нем. Reiner Stahel; 15 января 1892 — 30 ноября 1955) — немецкий офицер, участник Первой и Второй мировых войн, генерал-лейтенант. Кавалер Рыцарского креста с Дубовыми листьями и Мечами. Умер в советском плену.

## Начало карьеры
Поступил на военную службу в апреле 1911 года фанен-юнкером (кандидат в офицеры), с октября 1912 года — лейтенант пехотного полка.

## Первая мировая война
В начале войны — командир пехотного взвода. Награждён Железными крестами обеих степеней. С августа 1915 года — командир пехотной роты, с января 1916 года — старший лейтенант. С мая 1916 по февраль 1918 года — командир пулемётной роты в егерском полку.
С февраля 1918 года — в отпуске (для службы в армии Финляндии), в апреле 1918 года уволен из армии Германии.

## Между мировыми войнами
С февраля 1918 года — на службе в армии Финляндии (участвовал в финской гражданской войне), командир егерского батальона, в звании майора финской армии. В марте 1918 года — командир егерского полка, в апреле 1918 года — командир егерской бригады, подполковник финской армии. За участие в гражданской войне в Финляндии награждён двумя финскими орденами.
В ноябре 1919 года уволился из финской армии, с марта 1920 года — на службе в пограничной страже Финляндии. В июле 1925 года ушёл в запас.
В  1925 г. вернулся в Германию, вновь поступил на военную службу (в звании капитана). С 1935 года на службе во вновь созданных военно-воздушных силах Германии (в войсках ПВО). С апреля 1936 года — майор. В августе 1939 года — командир зенитного батальона.

## Вторая мировая война
С января 1941 года — командир 34-го моторизованного зенитного полка (в звании подполковника).
С 1941 года участвовал в германо-советской войне (бои на Украине). В январе 1942 года награждён Рыцарским крестом. С марта 1942 года — полковник.
За бои в районе Сталинграда награждён в январе 1943 года Дубовыми листьями (№ 169) к Рыцарскому кресту. С мая 1943 года — командир 22-й зенитной бригады (генерал-майор).
В июле 1943 года назначен командующим силами ПВО на острове Сицилия. С сентября 1943 года — военный комендант Рима.
В июле 1944 года — военный комендант Вильнюса. Командуя немногочисленным гарнизоном, в течение нескольких дней руководил отражением атак превосходящих по численности и вооружению советских войск, сумел отвести остатки гарнизона в Польшу. За оборону Вильнюса в июле 1944 года был награждён Мечами (№ 79) к Рыцарскому кресту с Дубовыми листьями и произведён в звание генерал-лейтенант.
27 июля 1944 года генерал-лейтенант Штаэль назначен военным комендантом Варшавы, где 1 августа началось восстание поляков. В первые дни восстания комендатура была блокирована повстанцами, но через несколько дней деблокирована немецкими войсками.
25 августа 1944 года Штаэль был направлен в Бухарест, где 23 августа произошёл военный переворот и отстранён от власти румынский маршал Антонеску. Уяснив обстановку (румынский король и румынская армия перешли на сторону СССР), Штаэль попытался уйти из Бухареста, но 28 августа 1944 года был взят в советский плен.

## После войны

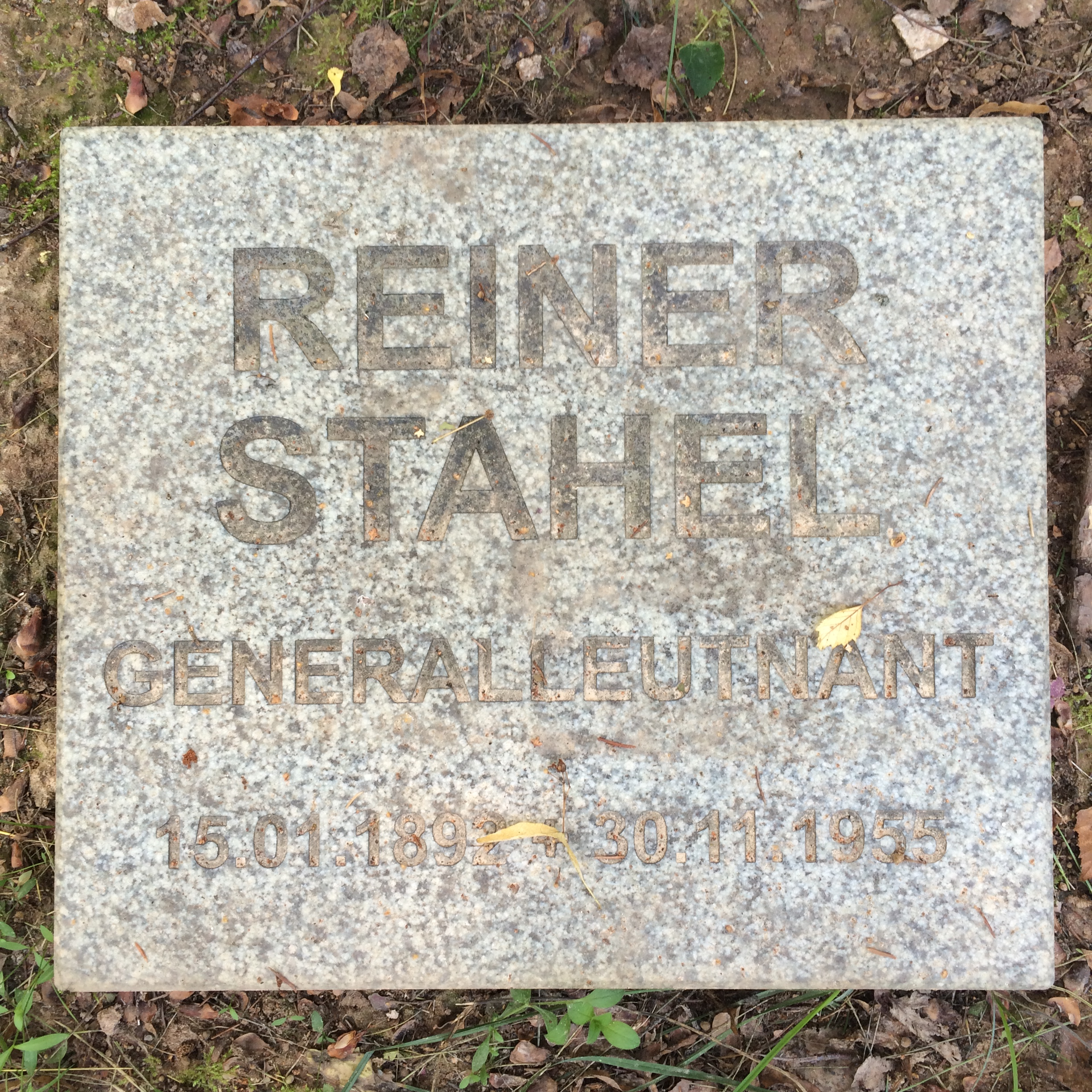

30 ноября 1955 года генерал-лейтенант Штаэль умер в советском плену.

## Награды
- Железный крест 2-го и 1-го класса  (Королевство Пруссия)
- Нагрудный знак «За ранение» (1918) в серебре
- Пряжка к Железному кресту 2-го и 1-го класса
- Рыцарский крест Железного креста с дубовыми листьями и мечами
  - рыцарский крест (18 января 1942)
  - дубовые листья (№ 169) (4 января 1943)
  - мечи (№ 79) (18 июля 1944)
- Упоминание в Вермахтберихт (14 июля 1944)